# Leonidas Flores
 Leonidas Flores Reyes  (La Palma, Abangares, 24 de enero de 1965) es un jugador de fútbol retirado. Jugó para A.D. Municipal Puntarenas, Deportivo Saprissa, A.D. Guanacaste y A.D. San Carlos como delantero.

## Carrera deportiva

### Clubes
Flores ganó el Campeonato de Fútbol de Costa Rica 1986 con el Municipal Puntarenas, acompañado de otras grandes figuras de la época como: Alfredo Contreras, Gilberto Rhoden, Kleber Ponce, Carlos Velásquez y otros. Con 93 goles es el máximo anotador en la historia de este club.

### Selección nacional
Flores tuvo treinta apariciones para la Selección de fútbol de Costa Rica entre 1984 y 1996. Participó en los Juegos Olímpicos de Los Ángeles 1984 en dos partidos, ambos como suplente.
Flores formó parte de la selección que participó en el Campeonato Concacaf de 1989, donde Costa Rica ganó y clasificó para el Mundial Italia 1990. Cabe destacar que en este campeonato anotó dos goles clave contra El Salvador en el Estadio Cuscatlán, y sacó el tiro libre donde Pastor Fernández anotaría el gol de la clasificación. A falta de dos meses para el Mundial, el nuevo seleccionador Bora Milutinović lo descartó del equipo, al igual que a otras a siete figuras que participaron del proceso.
También participaría en la Copa Uncaf 1991 y Copa de Oro de la Concacaf 1991 con la selección de Costa Rica.